# Nachal Kasif
Nachal Kasif (hebrejsky נחל כסיף) je vádí v jižním Izraeli, v severní části Negevské pouště.
Začíná v nadmořské výšce necelých 500 metrů v kopcovité krajině severozápadně od beduínského města Kesejfa. Směřuje pak k jihu mírně zvlněnou pouštní krajinou a míjí rozptýlené beduínské osídlení. Ústí zprava do vádí Nachal Be'erševa.